# Wasiuki (rejon smorgoński)
Wasiuki (biał. Васюкі; ros. Васюки) − wieś na Białorusi, w obwodzie grodzieńskim, w rejonie smorgońskim, w sielsowiecie Korzenie.

## Historia
W czasach zaborów wieś w gminie Soły, w powiecie oszmiańskim, w guberni wileńskiej Imperium Rosyjskiego. W 1866 roku wieś liczyła 198 mieszkańców w 21 domach. W części należącej do Zabrożyckich było 7 dusz rewizyjnych, w części Antropowych 106 dusz, a w części skarbowej 1. W 1905 wymieniono Wasiuki 1 i Wasiuki 2. Wasiuki 1 liczyły 164 mieszkańców, 365 dziesięcin; Wasiuki 2 liczyły 119 mieszkańców, 98 dziesięcin.
Po I wojnie światowej pod administracją polską, w Zarządzie Cywilnym Ziem Wschodnich. W latach 1920–1922 w składzie Litwy Środkowej.
Od 11 kwietnia 1922 wieś leżała w Polsce, w województwie wileńskim, w powiecie oszmiańskim, w gminie Soły.
W 1931 w 75 domach zamieszkiwały 372 osoby.
Wierni należeli do parafii rzymskokatolickiej w Sołach i prawosławnej w Smorgoniach. Miejscowość podlegała pod Sąd Grodzki w Oszmianie i Okręgowy w Wilnie; właściwy urząd pocztowy mieścił się w Sołach.
Do 1945 w Polsce. Po II wojnie światowej w granicach Związku Sowieckiego. Do 1986 roku w sielsowiecie Soły.
Od 1991 w niepodległej Białorusi.